# Julien Vermote (Radsportler, 1989)
Julien Vermote (* 26. Juli 1989 in Kortrijk) ist ein belgischer Radrennfahrer.

## Werdegang
Julien Vermote wurde 2004 belgischer Meister im Straßenrennen der Jugendklasse. In der Saison 2007 gewann er in der Juniorenklasse den Prolog beim Ster van Zuid-Limburg, die beiden Eintagesrennen Flanders-Europe Classic Geraardsbergen und Ledegem-Kemmel-Ledegem, die Gesamtwertung beim Sint-Martinusprijs Kontich und eine Etappe bei Keizer der Juniores Koksijde. Ab 2008 fuhr Vermote in der U23-Klasse. Hier gewann er jeweils ein Teilstück bei Le Triptyque des Monts et Châteaux und bei den Tweedaagse van de Gaverstreek. Außerdem war er bei Zillebeke-Westouter-Zillebeke erfolgreich. In der Saison 2009 gewann er die Trofee van Haspengouw, eine Etappe bei der Tour du Haut Anjou und wurde belgischer U23-Meister im Einzelzeitfahren.
2011 unterschrieb Vermote einen Vertrag beim Team Quick Step. Im Jahr darauf gewann er das Rennen Driedaagse van West-Vlaanderen. 2014 errang er gemeinsam mit seinem Team das Mannschaftszeitfahren der Straßen-Weltmeisterschaften in Ponferrada sowie eine Etappe der Tour of Britain. 2016 wurde er Weltmeister im Mannschaftszeitfahren. Jenseits von seinen individuellen Erfolgen gilt Vermote als wichtiger Helfer auf Sprintetappen, der die Aufgabe hat den Vorsprung von Ausreißern im Rahmen zu halten und am Ende zu verringern.
Nach der Saison 2017 wechselte Vermote für zwei Jahre zum Team Dimension Data, für das er wenige vordere Platzierungen erzielte. 2020 fuhr er für Cofidis. Nachdem von Cofidis sein Vertrag nicht verlängert worden war und er auch von anderen Mannschaften keine Angebote erhalten hatte, wurde im April 2021 bekannt, dass Alpecin-Fenix ihn verpflichtete.

## Familie
Sein Bruder Alphonse Vermote war ebenfalls Radrennfahrer. Er wurde 2008 belgischer Juniorenmeister in der Mannschaftsverfolgung auf der Bahn, und er gewann eine Etappe bei Keizer der Juniores Koksijde.

## Erfolge
2008
- eine Etappe Le Triptyque des Monts et Châteaux

2009
- eine Etappe Tour du Haut Anjou
- Belgischer Meister – Einzelzeitfahren (U23)

2012
- Gesamtwertung Driedaagse van West-Vlaanderen

2014
- eine Etappe Tour of Britain
- Weltmeisterschaft – Mannschaftszeitfahren

2016
- eine Etappe Tour of Britain
- Weltmeister – Mannschaftszeitfahren

## Grand-Tour-Platzierungen
| Grand Tour            | 2012 | 2013 | 2014 | 2015 | 2016 | 2017 | 2018 | 2019 | 2020 | 2021 | 2022 | 2023 | 2024 |
| --------------------- | ---- | ---- | ---- | ---- | ---- | ---- | ---- | ---- | ---- | ---- | ---- | ---- | ---- |
| Giro d’ItaliaGiro     | 89   | 131  | 88   | –    | –    | –    | –    | –    | –    | –    | –    | –    | –    |
| Tour de FranceTour    | –    | –    | –    | 116  | 114  | 139  | 75   | –    | –    | –    | –    | –    | –    |
| Vuelta a EspañaVuelta | –    | –    | –    | –    | –    | –    | –    | –    | –    | –    | –    | –    | –    |